# Passa Quatro
Passa-Quatro este un oraș în Minas Gerais (MG), Brazilia.